# Marius Jonker
Marius Jonker (Kimberley, 19 giugno 1968) è un ex arbitro di rugby a 15 sudafricano, internazionale dal 2004.

## Biografia
Jonker iniziò a giocare a scuola come mediano d'apertura; dopo l'arruolamento, fece parte della squadra di rugby della polizia di Pietermaritzburg e, nel frattempo, portò avanti gli studi universitari in Risorse Umane e relazioni industriali; nel 1994 si congedò dalla polizia per diventare responsabile della sicurezza alla Bell Equipment, impresa di macchinari agricoli e irrigui dello Zululand e continuò a giocare a rugby, nel Richards Bay, di cui divenne capitano.
Nonostante all'epoca non pensasse minimamente all'arbitraggio («Non avevo mai avuto alcuna intenzione di diventare arbitro. Non erano mai miei amici quando giocavo: potrei anzi dire che li odiassi…»), nel 2001 si trovò a dirigere per pura coincidenza un incontro locale di Lega a causa dell'assenza improvvisa del direttore di gara designato; un osservatore lo notò e telefonò ad Andre Watson, all'epoca il decano degli arbitri sudafricani, il quale lo invitò a Port Elizabeth a dirigere un incontro minore, prologo del test match internazionale Sudafrica - Italia.
Pochissime settimane dopo fu inviato in Inghilterra per uno stage d'addestramento nel quadro di uno scambio tra federazioni, e così iniziò la sua carriera arbitrale, che Jonker tuttavia non ha mai affrontato da professionista, preferendo rimanere nel suo incarico dirigenziale alla Bell Equipment.
I primi incontri internazionali di Jonkers furono nel 2004, alla Coppa del Mondo U-19 che si tenne in Sudafrica: tra le sue direzioni figura anche la finale, tra Nuova Zelanda e Francia; nel 2005 esordì nel Super 12; nel 2005 diresse il suo primo test match, Uganda - Zimbabwe, qualificazione della zona africana alla Coppa del Mondo di rugby 2007; il primo incontro di livello fu Irlanda - Australia più tardi in novembre, a Dublino, ultimo test disputato a Lansdowne Road prima della chiusura per ristrutturazione.
Esordì nel Sei Nazioni nel 2007 dirigendo Scozia - Inghilterra, e a metà anno diresse anche il suo primo incontro nel Tri Nations, Australia - Nuova Zelanda a Melbourne; fu uno dei tre debuttanti, insieme a Nigel Owens e a Wayne Barnes, inclusi nella lista di arbitri scelti per dirigere alla Coppa del Mondo in Francia.
In tale competizione diresse tre incontri della fase a gironi e fu giudice di linea durante la semifinale Inghilterra - Francia.
Per la stagione 2009 Jonker è stato incluso al terzo posto nella classifica di merito dei direttori di gara sudafricani da impiegare nel Super 14.
Pur essendosi ritirato dall'arbitraggio nel 2014, Jonker continua ad essere presente nel panel World Rugby in qualità di Television Match Official (durante partite di rugby di un certo rilievo, ha il compito di verificare se un'azione in area di meta ha portato o meno ad una segnatura valida). In tale veste ha preso parte alla Coppa del Mondo di rugby 2019, dove è stato designato TMO in occasione della semifinale Inghilterra-Nuova Zelanda e durante la finale per il 3º posto tra Nuova Zelanda e Galles.